# Cannabis (album)
Pour les articles homonymes, voir Cannabis (homonymie).
Albums de Serge Gainsbourg
Jane Birkin - Serge Gainsbourg
(1969) Histoire de Melody Nelson
(1971)
Cannabis de Serge Gainsbourg est la bande originale du film de Pierre Koralnik Cannabis, éditée en 1970.
La collaboration entre Jean-Claude Vannier (arrangeur) et Serge Gainsbourg (compositeur) est une sorte de prélude au chef-d'œuvre à venir, Histoire de Melody Nelson, qui sera publié un an plus tard. Ce disque est devenu culte avec le temps, et est considéré comme une symphonie psychédélique de premier plan, éclipsant le film dont le couple vedette était Gainsbourg et Birkin.
Une partie de l'album apparait sur la compilation Le cinéma de Serge Gainsbourg.

## Liste des titres
| No  | Titre                                     | Durée |
| --- | ----------------------------------------- | ----- |
| 1.  | Cannabis (instrumental)                   | 2:28  |
| 2.  | Le Deuxième Homme                         | 1:11  |
| 3.  | Première Blessure                         | 2:25  |
| 4.  | Danger                                    | 2:09  |
| 5.  | Chanvre Indien                            | 2:28  |
| 6.  | Arabique                                  | 1:32  |
| 7.  | I Want To Feel Crazy                      | 1:42  |
| 8.  | Cannabis (chant par Serge Gainsbourg)     | 2:29  |
| 9.  | Jane Dans La Nuit (chant par Jane Birkin) | 1:25  |
| 10. | Avant De Mourir                           | 5:25  |
| 11. | Dernière Blessure                         | 1:26  |
| 12. | Piège                                     | 3:11  |
| 13. | Cannabis-bis                              | 1:50  |